# Renshaw-Hemmung
Die Renshaw-Hemmung wurde benannt nach dem US-amerikanischen Neurophysiologen Birdsey Renshaw (1911–1948) und bezeichnet zwei verschiedene Phänomene:

## Wahrnehmungspsychologie
In der Wahrnehmungspsychologie bezeichnet die Renshaw-Hemmung einen optischen Effekt. Durch die gegenseitige Hemmung von Netzhautzellen erscheint z. B. bei der längeren Betrachtung zweier sich kreuzender Linien der Schnittpunkt der Linien erheblich dunkler.
Dieser Effekt wird durch die Renshaw-Zellen bedingt. Dies sind Interneurone, die  durch Axonkollaterale (Abzweigungen) der Neurone aktiviert werden und diese rückläufig hemmen.

## Neurophysiologie
Auch im Rückenmark kommen Renshaw-Interneurone vor. Sie dienen dazu, die Aktivität der Motoneuronen zu bremsen und so eine überschießende Antwort auf einen Reiz zu verhindern. Ein Ausschalten dieser Hemmung, z. B. im Rahmen einer Tetanus-Erkrankung (= Wundstarrkrampf) führt dann zu erhöhter motorischer Aktivitätsbereitschaft: überschießende Reflexe schon bei kleinsten Reizen, Trismus (Kieferklemme), Opisthotonus (Überstrecken des Rumpfes)  